# Impianti visivi con microelettrodi a penetrazione
Gli impianti visivi con microelettrodi a penetrazione sono un tipo di impianti visivi corticali. Si differenziano dall'altra principale tipologia di impianto visivo corticale (l'impianto visivo Dobelle) perché invece di utilizzare elettrodi di superficie posti sulla corteccia visiva, operano la stimolazione corticale attraverso l'impiego di microelettrodi che penetrano nel tessuto nervoso. 
A partire dagli anni ‘90 si sono formati due principali gruppi che hanno cominciato a lavorare alla progettazione di impianti visivi corticali permanenti con microelettrodi a penetrazione. La guida del primo gruppo, formatosi presso i National Institutes of Health (NIH) di Washington D.C., è stata inizialmente affidata al Dottor E.M. Schmidt. Il secondo gruppo, la cui sede è presso i John Moran Laboratories in Applied Vision and Neural Sciences dell'Università di Utah, è stata guidato sin dall'inizio dal Dottor R.A. Normann.

## Approccio sperimentale del gruppo dei NIH
Il gruppo dei NIH fu il primo ad utilizzare impianti visivi corticali con microelettrodi a penetrazione. I dati rilevati evidenziarono, fin dall'inizio, diversi vantaggi offerti dalla microstimolazione intracorticale (ICMS). Data la profondità d'inserzione dei microelettrodi (3-5 mm), per ottenere l'evocazione di fosfeni (sensazioni luminose puntiformi) erano necessari livelli di stimolazione più bassi (20-200 µA) rispetto a quelli richiesti dall'impianto visivo Dobelle. Inoltre i fosfeni risultavano essere molto più stabili: non presentavano alcuno sfarfallamento.

### Primi risultati della sperimentazione umana
I primi risultati incoraggianti indussero il gruppo dei NIH a continuare la sperimentazione, concentrandosi in particolare su una donna di 42 anni, che aveva perso la vista 22 anni prima. La protesi utilizzata prevedeva l'impianto di 38 microelettrodi a penetrazione, collegati ad un connettore percutaneo, attraverso il quale gli sperimentatori potevano attuare le stimolazioni. In una prima fase fu possibile indurre una risposta attraverso 36 dei 38 microelettrodi impiantati e i fosfeni evocati apparvero al soggetto in studio di diversi colori e dimensioni; inoltre alcuni apparivano più vicini o più lontani rispetto ad altri, o si muovevano in relazione al movimento degli occhi della donna. Le differenze tra i fosfeni evocati erano da relazionarsi all'impiego di stimolazioni di diversa intensità o multiple.
Dopo poche settimane dall'inizio della sperimentazione iniziarono però a presentarsi alcune difficoltà. Affinché si possa sviluppare una protesi corticale permanente è necessario verificare quali siano le condizioni ottimali di stimolazione, così da impostare i parametri in modo tale da evocare sempre la risposta più chiara e definita possibile: i ricercatori osservarono che il soggetto in studio si adattava di volta in volta in maniera differente agli stimoli, facendo così variare continuamente il settaggio dei parametri di stimolazione. Un'altra difficoltà tecnica riscontrata riguardava la fragilità degli elettrodi: a distanza di un paio di mesi dall'inizio della sperimentazione circa il 50% degli elettrodi impiantati si era rotto. 
Nonostante tutto gli sperimentatori riuscirono a dimostrare che l'attivazione contemporanea di determinati gruppi di elettrodi permetteva di evocare forme abbastanza definite da permettere un aiuto per il movimento nello spazio e per la lettura.

### Stato attuale del progetto
Attualmente il gruppo dei NIH è guidato dal Dottor P. Troyk e la ricerca è indirizzata al tentativo di limitare le problematiche emerse in passato. Il progresso tecnologico e dei materiali ha permesso di realizzare protesi con un numero molto più elevato di microelettrodi, in materiali più resistenti e biocompatibili. Le difficoltà relative al posizionamento degli elettrodi stessi, sono in realtà abbastanza limitate e le cellule danneggiate dalla penetrazione risultano essere esigue, nonostante i numerosi elettrodi impiegati. Inoltre pare che le difficoltà riscontrate nel settaggio dei parametri di stimolazione fossero dovute al limitato tempo di sperimentazione, che si era limitato a 4 mesi di osservazione; secondo Troyk è necessario un periodo di adattamento, durante il quale si dovrebbe verificare una riorganizzazione dei circuiti neuronali, prima che la protesi possa funzionare al meglio.

## Approccio sperimentale del gruppo dell'Università di Utah
Il gruppo dell'Università di Utah seguì gli stessi principi del gruppo dei NIH per lo sviluppo di una protesi tesa a ottimizzare la visione, superando i limiti imposti dalle caratteristiche tecniche dell'impianto visivo Dobelle.
Recentemente il gruppo dell'università di Utah ha pensato anche ad altre possibili applicazioni della protesi: la protesi può essere applicata per il ripristino dell'udito, potrebbe aiutare gli individui che hanno subito un intervento per l'innesto di un arto artificiale ad un migliore controllo dell'arto stesso, potrebbe offrire la speranza di ripristinare le funzioni motorie in pazienti con lesioni del midollo spinale.

### Utah Electrode array
Lo Utah Electrode array è tipicamente costituito da 100 microelettrodi a penetrazione, disposti in una griglia 10x10 e spaziati tra loro di 0.4 mm; ciascuno di essi è lungo 1.5 mm ed è molto sottile (il diametro alla base è di circa 80 µm). Gli elettrodi sono rivestiti in platino per permettere una migliore conduzione del segnale, tuttavia la protesi è realizzata in gran parte in silicone, materiale altamente biocompatibile. Gli elettrodi sono isolati da uno strato di vetro, in modo da permettere una stimolazione più precisa e specifica. L'obiettivo è di ottenere, nei prossimi anni, un campo continuo di fosfeni.

### Procedura d'impianto della protesi
Sin dall'inizio del progetto, gli studi indirizzati allo sviluppo tecnico della protesi visiva sono stati affiancati a ricerche orientate alla risoluzione delle problematiche relative all'operazione di impianto della protesi stessa. Il gran numero di elettrodi che costituisce la protesi avrebbe potuto ledere o comprimere il tessuto nervoso durante la procedura di posizionamento; per scongiurare tale pericolo la punta dei microelettrodi è stata realizzata con una forma che permettesse la penetrazione grazie allo spostamento dei tessuti senza la compromissione degli stessi, e che contemporaneamente fosse sufficientemente sottile da non rappresentare pericoli di eccessiva compressione tissutale. Nel contempo le ricerche hanno evidenziato che l'aumento della velocità di posizionamento della protesi determina un minore rischio di danneggiamento tissutale; i ricercatori hanno quindi sviluppato un nuovo strumento ad aria compressa, capace di attuare l'inserzione in 200 µs.
Un'ulteriore proprietà di interesse pratico riguarda la capacità della protesi di inserirsi ed integrarsi perfettamente nel tessuto nervoso. Gli esperimenti hanno evidenziato che gli elettrodi, una volta posizionati, tendono ad ancorarsi al tessuto circostante e a seguire i movimenti del tessuto stesso. Questa proprietà è molto importante per limitare il rischio di rottura degli elettrodi e permettere la stabilità dell'impianto nel tempo.

### Utah Slant Array
Oltre allo Utah Electrode array gli studi vengono effettuati avvalendosi anche di un altro tipo di protesi: lo Utah Slant array. Questo dispositivo è molto simile al primo, con un'unica differenza relativa alla lunghezza degli elettrodi, che sono disposti in file di altezza progressivamente decrescente da 1.5 a 0.5 mm. Lo Utah Slant array viene impiegato per studiare quale sia la minima soglia di stimolazione che deve essere utilizzata per riuscire ad evocare i fosfeni, in relazione alla profondità di stimolazione. I risultati di questo tipo di ricerca potrebbero essere utili per lo sviluppo di protesi ancor meno invasive con microelettrodi più corti, o ancor più precise, capaci di stimolare neuroni diversi a diverse profondità con microelettrodi di diverse lunghezze.

### Stato attuale del progetto
Sebbene sia arrivato il via libera per la sperimentazione umana da parte degli organi competenti, la fase clinica non è ancora cominciata e i dati raccolti sino ad ora riguardano esperimenti su animali da laboratorio. Attualmente le ricerche condotte direttamente sull'uomo sono volte principalmente ad analizzare le possibili risposte in termini di performance visiva. A questo scopo vengono effettuati esperimenti psicofisici sull'uomo: simulando degli stimoli che potrebbero ottenersi tramite l'ausilio della protesi, si verifica quale sia la risposta visiva in termini di intensità e nitidezza della percezione dell'immagine.